# Jeffry Romero
Jeffry Johan Romero Corredor (* 4. Oktober 1989 in Sogamero) ist ein ehemaliger kolumbianischer Straßenradrennfahrer.

## Sportliche Laufbahn
Jeffrey Romero wurde 2005 kolumbianischer Meister im Straßenrennen der Jugendklasse. 2007 startete er bei den Straßenweltmeisterschaften und belegte im Straßenrennen der Junioren Rang acht, im Einzelzeitfahren wurde er 38. Ab 2008 fuhr Romero für das kolumbianische Continental Team Colombia es Pasion Coldeportes. In seinem ersten Jahr dort gewann er die fünfte Etappe der Vuelta a Guatemala nach Don Justo, 2014 eine Etappe der Vuelta a Colombia. Ebenfalls 2014 startete er beim Giro d’Italia und belegte Platz 149 in der Gesamtwertung.
Im Juni 2017 hatte Romero gemeinsam mit seinem Bruder Felipe und dem Assistenztrainer seines Teams einen Autounfall. Er selbst wurde schwer verletzt, der Bruder leicht; der Trainer starb an den Folgen des Unfalls. Im Dezember des Jahres machte Romero, der weiterhin an Krücken ging, öffentlich, dass sich sein Team Boyacá es para Vivirla in den vergangenen Monaten nicht um ihn gekümmert und zudem seinen Vertrag gekündigt habe. Aufgrund seiner schweren Verletzungen musste Romero seine Radsportlaufbahn beenden.

## Erfolge
2005
- Kolumbianischer Jugend-Meister – Straßenrennen

2008
- eine Etappe Vuelta a Guatemala

2014
- eine Etappe Vuelta a Colombia